# Clemens Evangelist della Croce

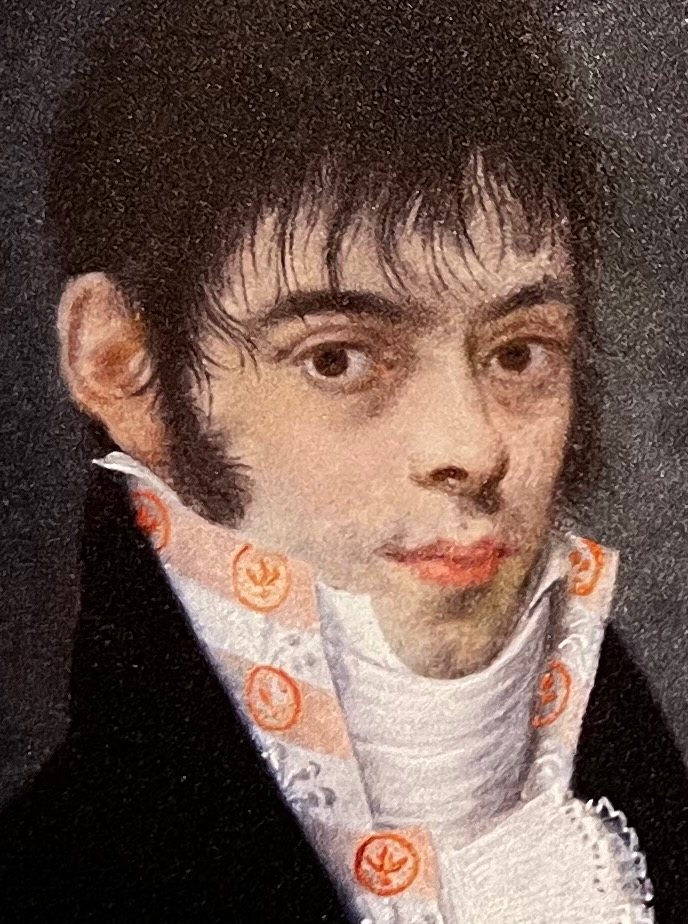
Clemens Evangelist della Croce

Clemens Johann Evangelist della Croce (* 28. Dezember 1782 in Burghausen; † 9. März 1823) war ein bayerischer Maler.

## Leben
Clemens wurde als Sohn von Johann Nepomuk della Croce am 28. Dezember 1782 in Burghausen geboren. Della Croce erlernte schon von Kind auf das Handwerk von seinem Vater, mit dem er bis etwa 1805 zusammenarbeitete. 1811 erhielt er die Malergerechtigkeit und das Bürgerrecht in Burghausen. Im selben Jahr heiratete er Josepha Carolina Beck, Tochter eines königlichen Medizinalrates und Stadtgerichtsphysikus. Mit ihr hatte er fünf Kinder. Ihr fünftes Kind, Karl Klemens della Croce folgte ihm 1840 nach. Della Croce verstarb am 9. März 1823.
Clemens della Croce übernahm sowohl Motive als auch den barock-klassizistischen Stil seines Vaters, wobei ihm der Übergang der Epochen leichter fiel. Er war als Maler ausgesprochen produktiv und schuf 15 Altarbilder, über 40 Porträts und eine Vielzahl vornehmlich religiöser Bilder.

## Werke (Auswahl)
- 1802 Kreuzweg in der Pfarrkirche Raitenhaslach
- 1809 Brustporträt von Maximilian I. Joseph in Galauniform
- 1815 Apostelbilder in der Pfarrkirche Hl. Ägidius in Gilgenberg
- 1819 Altarbilder in der Pfarrkirche St. Nikolaus in Pleiskirchen
- 1820 Seitenaltarbild in der Dorfkirche von Niedergottsau (eine Kopie des Seitenaltarbilds in der Stiftskirche des Klosters Au am Inn von seinem Vater)
- 1821 Seitenaltarbilder in der Stiftskirche Tittmoning